# Liodden Station
Liodden Station (Liodden stoppested) var en jernbanestation på Bergensbanen, der lå i Nes kommune i Norge.
Stationen blev oprettet som holdeplads 20. maj 1913. Den blev nedgraderet til trinbræt 1. oktober 1958. Betjeningen med persontog ophørte 23. maj 1982, og 3. juni 1984 blev stationen nedlagt.
Stationsbygningen blev opført efter tegninger af Harald Kaas. Den var af samme type som på Rallerud, Ørgenvika, Bergheim og Kolsrud. Stationsbygningen blev revet ned i 2004, mens toiletbygningen er flyttet til Hallingdal Museum. Sporskifterne er taget op.